# 1594 w literaturze

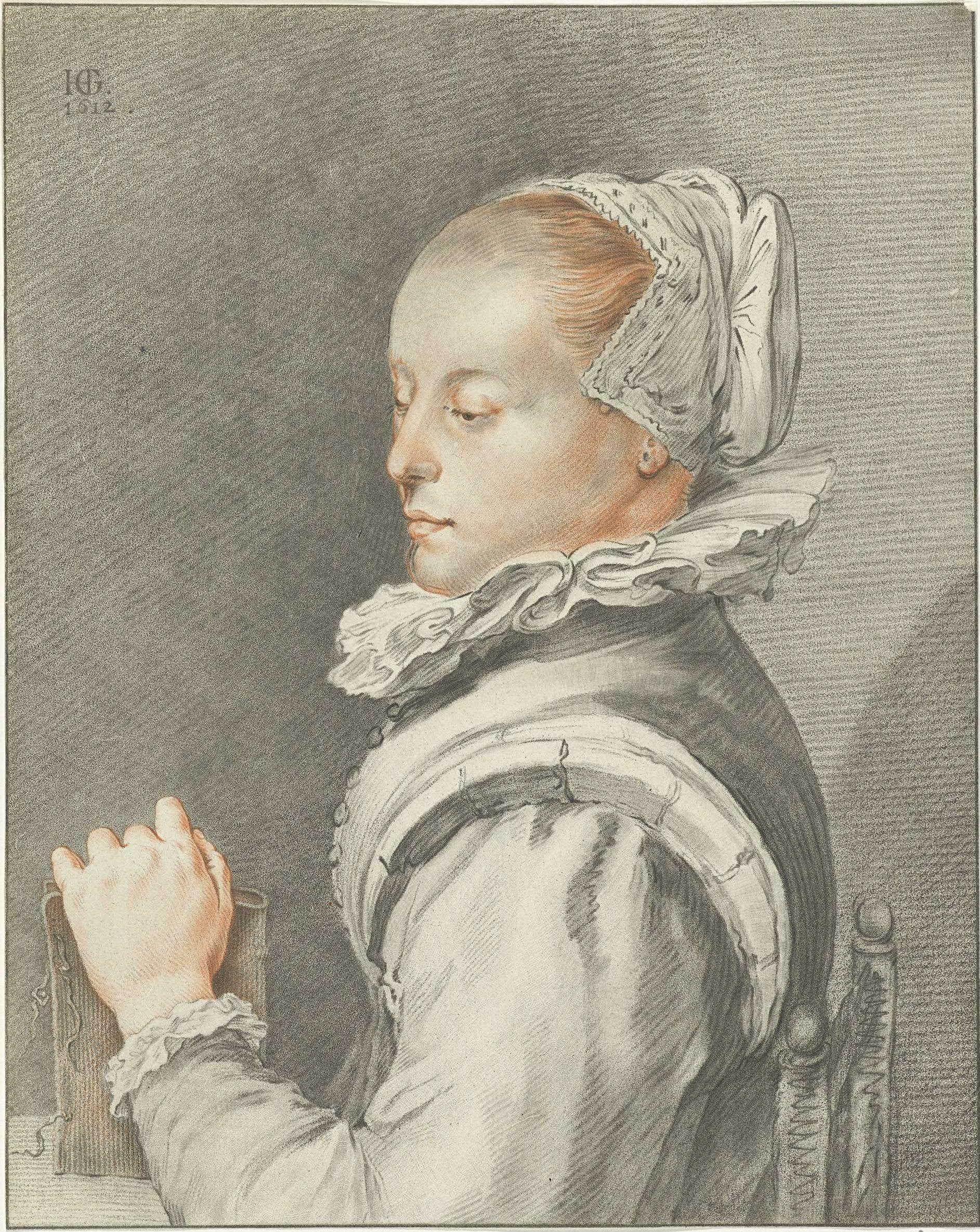
Johannes Körnlein, Portret Marii Tesselschade Visscher

Wydarzenia literackie w 1594 roku.

## Nowe książki
- polskie
  - Nowy karakter polski

## Nowe poezje
- zagraniczne
  - Thomas Heywood – Oenone and Paris
  - William Szekspir – Gwałt na Lukrecji[1].

## Urodzili się
- Maria Tesselschade Visscher, niderlandzka poetka[2].

## Zmarli
- 30 maja – Bálint Balassi, poeta węgierski.
- Thomas Kyd – angielski dramaturg[3], autor sztuki Tragedia hiszpańska.
- 29 listopada – Alonso de Ercilla y Zúñiga, poeta hiszpański, autor eposu Araukana